# Пулхерия Аргира
Пулхерия Аргира, известна и като Пулхерия Аргиропулина (ум. ок. 1033–1034), е византийска аристократка – сестра на император Роман III Аргир.
Като сестра на императора Пулхерия вероятно се е ползвала със значително влияние в императорския двор. Михаил Псел споменава: „Пулхерия, сестрата на императора, жена с голям дух..., която допринесе не малко за успеха на брат си“, и съобщава, че сестрата на императора е контролирала разходите на втората съпруга на брат си.
Пулхерия е била омъжена за Василий Склир, син на Роман Склир, което се потвърждава и от Михаил Псел, когато последният споменава за втория брак на Константин Мономах, уреден от Роман Аргир, преди да стане император, „за дъщерята на сестра му Пулхерия, която преди време е била омъжена за Василий Склир“. От първата половина на 11 в. е датиран и печат на Пулхерия „протоспатариса и стратегиса“, за който се смята, че е принадлежал на сестрата на Роман III, тъй като титлите на печата се свързват с длъжностите, които съпругът ѝ Василий е заемал по врeмето на Роман III Аргир.
Михаил Псел съобщава, че Пулхерия е била силно отвратена от любовната афера на императрицата с Михаил и че починала малко след като през 1033 г. тя и съпругът ѝ били изгонени от Константинопол поради участие на Василий Склир в заговор срещу Роман III. Това дава основание смъртта на Пулхерия да се отнесе към 1033–1034.